# Per Åkerlund
Per Åkerlund, född den 11 november 1949 i Överluleå församling, är en svensk präst och bokförläggare. 
Per Åkerlund är son till disponent Paul Åkerlund och Gunhild Östman.
Efter gymnasiestudier i Boden blev han filosofie kandidat vid Uppsala universitet 1972 och teologie kandidat 1973. Han prästvigdes för Luleå stift 1977. Efter att ha varit verksam som präst i Stensele och Råneå i Norrbotten övergick han till att på heltid vara bokförläggare. Han kallades till teologie hedersdoktor vid Lunds universitet 2015.
Åkerlund driver bokförlagen Artos och Norma, som huvudsakligen ger ut teologisk och kyrkohistorisk litteratur. Mer än någon annan förläggare har han utgett svenska översättningar av tidigkristen litteratur med författare som Ireneus, Origenes, Ambrosius, Augustinus, Gregorios av Nazianzos, Gregorios av Nyssa och Johannes Damaskenos. Från 1998 ger han ut samlingsverket Svenskt Patristiskt Bibliotek, också detta med tidigkristna texter i svensk översättning. Fem band är (2009) utgivna. Artos är idag ett av de största bokförlagen i Sverige med teologisk utgivning. Han har också startat bokklubben Ampelos, som huvudsakligen - men inte enbart - distribuerar böcker från de egna förlagen. 
Åkerlund är vidare en av initiativtagarna till Enhetens vänner, som förespråkar full nattvardsgemenskap mellan kristna samfund.